# Émile Fould
Pour les autres membres de la famille, voir Famille Fould.
Émile Simon Lionel Fould (14 octobre 1902 Paris, - 12 octobre 1957, Paris) est un industriel et résistant français.

## Biographie
Fils de René Fould et de Esther Lazard, il est le petit-fils d'Alphonse Fould (1850-1913), maître de forges et censeur de la Banque de France de Nancy, et de Simon Lazard, cofondateur de la banque Lazard. Il est également le petit-neveu d'Eugène Pereire et le neveu de Paul Helbronner marié à sa tante Hélène Fould.
Bachelier ès sciences et diplôme de l'École libre des sciences politiques, Émile Fould entre à la Société des hauts fourneaux, forges et aciéries de Pompey en gravissant tous les échelons, devenant successivement administrateur, directeur général, président et président directeur général. Président de la Compagnie industrielle et financière de Pompey, il est administrateur des Chantiers et Ateliers de Saint-Nazaire et des Forges et boulonneries d'Ars-sur-Moselle.
Écarté avec son père René Fould de la direction en 1941 en raison de sa judéité, il est arrêté par la Gestapo en janvier 1943.
Entré dans la Résistance, il est protégé durant un temps par Ghislaine Roels de Rop de La Salle, qui vit avec son fils (âgé de 13 ans à l'époque) Pierre Jacques Thoreau de La Salle. Il passe ses journées dans la cave de leur villa à Haut-de-Cagnes appelée Villa Florida pour ne sortir que la nuit tombée lorsque les volets sont fermés.
Émile Fould s'est marié avec Lucie Myriam Philippson, fille de Maurice Richard Manuel Philippson, docteur ès sciences zoologiques et en sciences naturelles, professeur à l'Université libre de Bruxelles, et de Marguerite Lydia Wiener le 2 décembre 1926 à Bruxelles,.
Émile Fould s'est ensuite remarié avec Winifred Southwick le 9 juin 1947.
Il est père de deux enfants : Sandra Fould, mariée à François Pollet, et Francine Fould (née en décembre 1927, mariée à Paul Hubert.
Il résida notamment 6 square des Écrivains-Combattants-Morts-pour-la-France (16e arrondissement de Paris), dans un hôtel particulier érigé en 1928 par l'architecte Henri Dubouillon.
Il est fait chevalier de la Légion d'honneur par décret du ministre des Affaires économiques du 5 octobre 1949.
Il est inhumé au cimetière du Père-Lachaise (7e division).

## Publications
- La Crise de la construction navale, 1930.
- La Construction navale française d'hier et de demain, 1949.
- L'Industrie de la construction navale française, 1955.

## Sources
- Hervé Joly, Danièle Fraboulet, Patrick Fridenson, Alain Chatriot, Dictionnaire historique des patrons français.
- Henri Temerson, Biographies des principales personnalités françaises décédées au cours de l'année 1957, 1968.
- Henry Coston, Dictionnaire des dynasties bourgeoises et du monde des affaires, 1975
- Collectif, Dictionnaire historique des patrons français, Flammarion, 2010, p. 293-295.
- Cyril Grange, Une élite parisienne : les familles de la grande bourgeoisie juive (1870-1939) : Les familles de la grande bourgeoisie juive (1870-1939), CNRS éditions, 2016.
- Actes du colloque international, Caen, 3-4 avril 2003, Les comités d'organisation et l'économie dirigée du régime de Vichy, 2004.